# 1943 год в науке
В 1943 году были различные научные и технологические события, некоторые из которых представлены ниже.

## События
- 12 апреля была создана Лаборатория № 2 АН СССР, в которой проходил первый советский атомный проект.
- 4 июля вышло Постановление ГКО № 3686сс «О радиолокации», которым был сформирован Совет по радиолокации при ГКО, который в период 1943—1945 годов осуществил теоретические разработки в области радиолокации и их практическое применение.

## Достижения человечества

### Открытия
- Карлом Сейфертом описаны т. н. сейфертовские галактики.

## Награды
- Нобелевская премия
  - Физика — Отто Штерн, «за вклад в развитие метода молекулярных пучков и открытие и измерение магнитного момента протона».
  - Химия — Дьёрдь де Хевеши, «за работу по использованию изотопов в качестве меченых атомов при изучении химических процессов».
  - Физиология и медицина — Хенрик Карл Петер Дам, «за открытие витамина K»; Эдуард Адальберт Дойзи, «за открытие химической структуры витамина K».
- Медаль имени Макса Планка
  - Фридрих Хунд

## Родились
- 20 февраля — Александр Павлович Александров, лётчик-космонавт СССР.
- 6 июня — Ричард Смолли (ум. 2005), лауреат Нобелевской премии по химии (1996)

## Скончались
- 7 января — Никола Тесла (род. 1856), изобретатель.
- 27 октября –  Изидор Траубе, немецкий физикохимик (Правило Дюкло — Траубе).